# Printplade
 For alternative betydninger, se PCB.
En printplade, også kaldet printkort, trykt kredsløb eller i fagterminologien blot et print, bruges indenfor elektronikken til at realisere elektroniske kredsløb i en kompakt og robust form. Ofte benyttes forkortelsen PCB for det den engelske term printed circuit board.
Printplade består af en plade af et elektrisk isolerende materiale, hvor der på en eller begge sideflader (og evt. også inden i materialet) er lagt "strimler" af metalfolie med god elektrisk ledeevne, typisk kobber. Ældre printplader er ofte lavet med pertinax som basismateriale – i dag benyttes typisk glas/epoxylaminater (f.eks. FR-4) eller til krævende brug f.eks. keramiske materialer. 
Metalfolie-strimlerne, kaldet baner, fungerer som elektriske ledninger der forbinder et antal elektroniske komponenter mellem loddeøer, som monteres på den ene eller begge sider af pladen, og danner derved det ønskede elektroniske kredsløb.

## To typer printplader til to slags montageteknik
Oprindeligt blev alle kredsløb på en printplade lavet med "through-hole"-teknikken: De steder hvor en bane skal have kontakt med en tilledning på en komponent, ender banen i et lille kobberbelagt område kaldet en lodde-ø, i hvis midte der bores et hul gennem både kobberlaget og det isolerende materiale. Komponenterne monteres på siden modsat siden med kobberbanerne, med tilledningerne stikkende igennem hullerne i loddeøerne, og forbindelsen mellem hver tilledning og de relevante baner etableres ved at komponentens tilledninger loddes fast til lodde-øerne.
Efterhånden fortrænges through-hole-teknikken til fordel for overflademontage- (surface mount ofte benævnt SMD; "surface mount device" eller SMT; "surface mount technology" ) teknikken: Ved overflademontage benyttes komponenter der er udformet til denne teknik (såkaldte surface mount devices, forkortet SMD), som loddes fast direkte på de kobberbelagte flader på printet.
SMD-komponenter er mindre end deres "modstykke" i through-hole-teknikken, men ud over plads- og vægtbesparelsen er disse komponenter også nemmere at montere i et print for et automatisk produktionsanlæg: Komponenten skal blot placeres det rigtige sted på printet; modsat through-hole-teknikken er ikke nogen tilleddninger der skal puttes gennem huller i printet og evt. klippes til passende længde.

## Et eller flere elektrisk ledende plan
Enkle kredsløb kan opbygges på en printplade, som kun har elektrisk ledende baner i et plan (på en side). Sådanne enkelt-lags printplader har den begrænsning, at banerne ikke kan krydse hinanden i samme plan, uden at have indbyrdes elektrisk kontakt – denne begrænsning kan dog til en vis grad omgås, især ved through-hole-montage, ved at føre printbaner ind imellem loddestederne for tilledningerne til komponenter på printpladen.
For mere komplekse kredsløb løber man imidlertid tør for "smuthuller" af denne art, og så bliver det nødvendigt at anvende flere lag – i første omgang ved at have printbaner på begge sider af pladen. Forbindelser mellem printbaner på hver sin side af printkortet skabes ved at bore et hul og lave en ledende "kanal", en såkaldt gennemplettering.
Ved at lime to eller flere tynde printplader (normalt 0,1 mm tykke) sammen omkring isolerende "mellemlag" med gennempletteringer, kan man få mange lag (typisk 4-12, men langt højere antal lag kan/bliver fremstillet) at fordele printbanerne på: På illustrationen til venstre er to printplader (lysegrønne) med baner (smalle orange striber) på begge sider sat sammen omkring et isolerende mellemlag (gråt). Som det ses, kan de enkelte print have deres egne gennempletteringer (2), men man kan også lave gennempletteringer der forbinder samtlige lag (1), eller gennempletteringer fra det ene print til det andet (3). Denne teknik gør det muligt at realisere særdeles komplekse kredsløb, der udnytter pladsbesparelsen ved små komponenter med mange tætsiddende tilledninger.

## Loddemaske
Professionelt fremstillede printplader er forsynet med en såkaldt loddemaske, oftest med en grøn farve, som dækker hele printpladens overflade, på nær de områder hvor der er loddeøer og andre detaljer der skal kunne loddes på: Loddemasken er lavet af et materiale der, i modsætning til de blottede loddeøer, "afviser" loddetin. Ved massefremstilling af elektronik på printplader lodder man ofte alle komponenterne på en hel printplade ad én omgang, ved at dyppe pladen med monterede komponenter i et bad af flydende loddetin: I den proces sørger loddemasken for, at tinnet kun kan hæfte sig til loddeøer og andre steder der ønskes loddet – og reducerer risikoen for at tinnet danner utilsigtede "broer" eller kortslutninger mellem tætsiddende detaljer i printpladens mønster af baner. I det færdige apparat beskytter loddemasken de områder der ikke skal loddes, mod korossion fra luftens ilt.